# Schizocosa semiargentea
Schizocosa semiargentea este o specie de păianjeni din genul Schizocosa, familia Lycosidae. A fost descrisă pentru prima dată de Simon, 1898.
Este endemică în Peru. Conform Catalogue of Life specia Schizocosa semiargentea nu are subspecii cunoscute.